# Oscar Alem
Oscar Alem (* 23. November 1941 in Olavarría; † 26. November 2017) war ein argentinischer Pianist, Kontrabassist und Komponist.
Alem war in den 1960er Jahren Kontrabassist im Trio von Enrique "Mono" Villegas und spielte außerdem in den Orchestern von Lalo Schifrin, Horacio Salgán, Marito Cosentino und Astor Piazzolla. Nach einer Laufbahn an Jazz- und Tangobassist wechselte er zum Klavier und zur argentinischen Folklore. Er komponierte Cuecas, Tonadas, Milongas, Triunfos, Zambas, Chacareras und Tangos und vertonte zahlreiche Gedichte von Hamlet Lima Quintana, María E. Walsh, Suma Paz und Homero Manzi. Für den Zamba Antigua muchacha nach einem Gedicht von Lima Quintana erhielt er den Ersten Preis beim Festival Cosquín de la Canción 1976.
Seine Kompositionen wurden unter anderem von Mercedes Sosa, María Elena Walsh, Susanna Moncayo, Julia Elena Dávalos, Silvia Iriondo, Domingo Cura, Hugo Díaz, Kelo Palacios, Jairo, José Luis Merlín und Etienne Plasman und den Gruppen Los Huanca Hua, Los Fronterizos, Movimiento, Araucaria und Nohemí aufgenommen. Er trat unter anderem im  Teatro Colón in Buenos Aires, der Carnegie Hall und der Town Hall in New York, im Olympia in Paris, im Concertgebouw in Amsterdam und der Royal Albert Hall in London auf und arbeitete mit zahlreichen Musikern wie Maysa Matarazzo, Chabuca Granda, Nati Mistral, Joan Baez, Gal Costa, Beth Carvalho, Julia Zenko, Susana Rinaldi, Jorge Calandrelli, Enrique Villegas, dem Klavierduo Horacio Salgán-Dante Amicarelli, Carlos García, Ariel Ramírez, Domingo Cura, Dino Saluzzi, Kelo Palacios, Marián und Chango Farías Gómez, Raúl Barbosa, Miguel Simón, Ramona Galarza, Teresa Parodi, Alfredo Zitarrosa, Daniel Riolobos, Roberto Yanés, Luis Ordoñez, Jean-Pierre Rampal, Clare Fischer, Milton Nascimento und Chico Buarque zusammen.
Oscar Alem erlag wenige Tage nach seinem 76. Geburtstag einer Leukämieerkrankung.

## Diskographie
- Movimiento
- La pampa verde mit Hamlet Lima Quintana
- Pianísssimo mit Eduardo Lagos
- Oscar Alem por Oscar Alem
- Paisanos mit Juan Falú
- Con aromas de mi tierra
- Por donde el viento canta mit der Stimme von Horacio Berdini
- Así de simple mit Emilio de la Peña
- Sinfonía de la llanura mit Hamlet Lima Quintana
- El viento viene del sur mit Graciela Susana
- Vientos pampeanos mit dem Quinteto de Vientos Municipal de Olavarría